# Bierżynie
Bierżynie – część wsi Łumbie w Polsce, położona w województwie podlaskim, w powiecie sejneńskim, w gminie Sejny.
Dawniej odrebna wieś i gromada w gminie Krasnopol.